# Fomento II
Fomento II ist eine osttimoresische Aldeia im Sucos Comoro (Verwaltungsamt Dom Aleixo, Gemeinde Dili). 2015 lebten in Fomento II 2044 Menschen.

## Lage und Einrichtungen
Fomento II liegt im Zentrum vom Suco Comoro, am Ostufer des Rio Comoro und ist Teil des Stadtteils Fomento. Der Norden wird auch Haslaran (Has Laran) genannt. Östlich liegen die Aldeias Bayaleste, São José und Fomento III und nördlich der Avenida de Hudi-Laran die Aldeia Fomento I.
Der Rio Comoro führt nur in der Regenzeit Wasser. Die Hinodebrücke verbindet die Rua Tali Laran I am Westufer mit der Avenida de Hudi-Laran.
In Fomento II befindet sich die Autoridade Nacional dos Minerais (ANM), die Grundschule Fomento, die katholische Sekundarschule São José und der Campus C und D des East Timor Institute of Business sowie das Hospital Fomento II.